# Вор в законе (фильм, 1996)
«Вор в законе»/«Рождённый вором» (англ. Once a Thief) — фильм, криминальный боевик режиссёра Джон Ву. Канада, 1996 год.

## Сюжет
Молодые друзья Мак, Майкл и китаянка Лиэнн совершают дерзкие преступления. Мак и Лиэнн любят друг друга, но глава китайского мафиозного клана, которого все они зовут Старик, даёт разрешение на свадьбу только при условии исполнения нового задания, связанного с торговлей оружием. Влюблённые пытаются бежать, украв деньги, но терпят неудачу. Через 18 месяцев Мак выходит из тюрьмы — тайная международная организация по борьбе с организованной преступностью привлекает его к работе в Ванкувере. В той же организации он встречает свою любимую, но у неё теперь новый жених. В то же время в Ванкувер приезжает и Майкл, чтобы расширить территорию торговли незаконным оружием. Он узнаёт, что его старые знакомые живы. Боевые действия начинаются в обычном духе Джона Ву.

## Сериал
Фильм послужил основой одноимённого канадского телесериала с теми же актёрами в главных ролях. Сериал логически продолжил историю персонажей фильма. Сериал выходил в 1997—1998 годах.

## В ролях
- Сандрин Холт — Li Ann Tsei
- Иван Сергей — Mac Ramsey
- Николас Лиа — Victor Mansfield
- Роберт Ито — The Godfather
- Майкл Вонг — Michael Tang
- Алан Скарф — Robertson Graves
- Дженнифер Дэйл — The Director
- Натаниель Дево — Dobrinsky
- Грег Чан — Dance MC
- Янг Рю — Li Ann’s Dance Partner